# Premier League de Gales 2019-20
La Premier League de Gales 2019-20 (conocida como JD Cymru Premier por razones de patrocinio) fue la edición número 28 de la Premier League de Gales, la temporada comenzó el 16 de agosto de 2019 y terminó el 19 de mayo de 2020.
El 19 de mayo de 2020, debido a la Pandemia de COVID-19, la liga fue cancelada, Connah's Quay Nomads fue declarado campeón y clasificó a la Liga de Campeones. The New Saints, Bala Town y Barry Town obtuvieron un cupo para la Liga Europa.

## Sistema de competición
Los 12 equipos jugaron entre sí todos contra todos dos veces totalizando 22 fechas al término de las cuales los equipos se dividieron en dos grupos. El Grupo campeonato lo integraron los seis primeros de la fase regular, mientras que el Grupo descenso lo integraron los seis últimos; dentro de cada grupo los equipos jugaron entre sí todos contra todos dos veces totalizando 10 fechas más. Los equipos mantuvieron el mismo puntaje conseguido en la Fase Regular dentro de cada grupo, por lo que al final de la temporada cada club jugó 32 fechas.
El primer clasificado del Grupo campeonato se clasifica a la primera ronda de la Liga de Campeones 2020-21. El segundo clasificado del Grupo campeonato se clasifica a la primera ronda de la Liga Europa 2020-21, mientras que los equipos clasificados desde el tercer lugar hasta el último del Grupo campeonato más el primer clasificado del Grupo descenso jugarán los Play-offs por un cupo en la primera ronda de la Liga Europa 2020-21. Los dos últimos clasificados del Grupo descenso descenderán a la FAW Championship 2020-21.
Un tercer cupo para la Liga Europa 2020-21 será asignado al campeón de la Copa de Gales.

## Equipos participantes
| Club                 | Ciudad        | Estadio           | Capacidad |
| -------------------- | ------------- | ----------------- | --------- |
| Aberystwyth Town     | Aberystwyth   | Park Avenue       | 5.000     |
| Airbus               | Broughton     | The Airfield      | 1.600     |
| Bala Town            | Bala          | Maes Tegid        | 3.000     |
| Barry Town United    | Barry         | Jenner Park       | 3.500     |
| Caernarfon Town      | Caernarfon    | Estadio Oval      | 3.400     |
| Cardiff MU           | Cardiff       | Cyncoed Campus    | 1.620     |
| Carmarthen Town      | Carmarthen    | Richmond Park     | 3.000     |
| Cefn Druids          | Wrexham       | The Rock          | 3.000     |
| Connah's Quay Nomads | Connah's Quay | Deeside Stadium   | 1.500     |
| Newtown              | Newtown       | Latham Park       | 5.000     |
| Pen-y-Bont           | Bridgend      | The KYMCO Stadium | 3.000     |
| The New Saints       | Oswestry      | Park Hall         | 2.000     |

## Temporada regular

### Clasificación
| Pos. | Equipo                   | Pts. | PJ | G  | E | P  | GF | GC | Dif. | Clasificación 2019–20    |
| ---- | ------------------------ | ---- | -- | -- | - | -- | -- | -- | ---- | ------------------------ |
| 1    | The New Saints (Q)       | 50   | 22 | 16 | 2 | 4  | 65 | 21 | +44  | Ronda por el campeonato  |
| 2    | Connah's Quay Nomads (Q) | 46   | 22 | 13 | 7 | 2  | 39 | 17 | +22  | Ronda por el campeonato  |
| 3    | Bala Town (Q)            | 41   | 22 | 13 | 2 | 7  | 46 | 17 | +29  | Ronda por el campeonato  |
| 4    | Barry Town (Q)           | 40   | 22 | 12 | 4 | 6  | 32 | 25 | +7   | Ronda por el campeonato  |
| 5    | Caernarfon Town (Q)      | 34   | 22 | 10 | 4 | 8  | 31 | 30 | +1   | Ronda por el campeonato  |
| 6    | Newtown (Q)              | 32   | 22 | 9  | 5 | 8  | 21 | 24 | −3   | Ronda por el campeonato  |
| 7    | Cardiff MU               | 31   | 22 | 8  | 7 | 7  | 26 | 25 | +1   | Ronda por la permanencia |
| 8    | Cefn Druids              | 31   | 22 | 9  | 4 | 9  | 32 | 34 | −2   | Ronda por la permanencia |
| 9    | Aberystwyth Town         | 23   | 22 | 6  | 5 | 11 | 28 | 46 | −18  | Ronda por la permanencia |
| 10   | Pen-y-Bont               | 15   | 22 | 3  | 6 | 13 | 25 | 47 | −22  | Ronda por la permanencia |
| 11   | Airbus                   | 13   | 22 | 3  | 4 | 15 | 19 | 57 | −38  | Ronda por la permanencia |
| 12   | Carmarthen Town          | 12   | 22 | 2  | 6 | 14 | 24 | 45 | −21  | Ronda por la permanencia |

Actualizado a los partidos jugados el 18 de enero de 2020.
 Fuente: Soccerway

### Tabla de resultados cruzados
| Local \ Visitante               | ABE | AIR | BAL | BAR | CAE | CMU | CAR | CEF | CON | NEW | PEN | TNS  |
| ------------------------------- | --- | --- | --- | --- | --- | --- | --- | --- | --- | --- | --- | ---- |
| Aberystwyth Town                | —   | 1–2 | 0–5 | 0–1 | 2–3 | 2–2 | 3–2 | 1–3 | 1–1 | 1–2 | 1–0 | 1–10 |
| Airbus                          | 1–5 | —   | 1–2 | 0–1 | 2–3 | 1–1 | 1–0 | 1–1 | 0–4 | 2–0 | 1–2 | 0–12 |
| Bala Town                       | 2–0 | 1–0 | —   | 1–1 | 3–0 | 1–2 | 2–1 | 1–2 | 0–1 | 4–0 | 4–0 | 3–1  |
| Barry Town                      | 3–1 | 2–0 | 2–2 | —   | 0–0 | 1–1 | 7–1 | 1–0 | 0–4 | 0–1 | 3–0 | 1–4  |
| Caernarfon Town                 | 0–3 | 5–0 | 1–2 | 4–1 | —   | 2–1 | 2–0 | 1–1 | 0–0 | 1–0 | 3–2 | 1–0  |
| Cardiff Metropolitan University | 1–2 | 1–0 | 1–0 | 0–1 | 2–0 | —   | 0–3 | 2–1 | 0–1 | 1–0 | 1–1 | 1–1  |
| Carmarthen Town                 | 0–0 | 2–2 | 0–3 | 0–1 | 0–1 | 2–2 | —   | 1–2 | 1–2 | 1–2 | 2–1 | 2–6  |
| Cefn Druids                     | 1–2 | 3–1 | 0–3 | 1–0 | 3–1 | 2–1 | 3–3 | —   | 2–0 | 1–2 | 2–3 | 0–5  |
| Connah's Quay Nomads            | 4–1 | 2–1 | 2–1 | 2–0 | 4–2 | 1–1 | 1–1 | 1–0 | —   | 3–1 | 3–1 | 1–1  |
| Newtown                         | 0–0 | 0–0 | 1–0 | 2–3 | 3–1 | 1–0 | 1–0 | 0–0 | 1–1 | —   | 1–1 | 0–2  |
| Pen-y-Bont                      | 1–1 | 3–1 | 1–6 | 1–2 | 0–0 | 1–3 | 1–1 | 2–3 | 0–0 | 0–2 | —   | 2–3  |
| The New Saints                  | 2–0 | 6–1 | 1–0 | 0–1 | 1–0 | 1–2 | 1–0 | 2–1 | 2–1 | 2–1 | 2–1 | —    |

## Ronda por el campeonato

### Clasificación
| Pos. | Equipo                   | Pts. | PJ | G  | E | P  | GF | GC | Dif. | Clasificación 2020-21                 |
| ---- | ------------------------ | ---- | -- | -- | - | -- | -- | -- | ---- | ------------------------------------- |
| 1    | Connah's Quay Nomads (C) | 56   | 26 | 16 | 8 | 2  | 47 | 18 | +29  | Primera Ronda de la Liga de Campeones |
| 2    | The New Saints (Q)       | 52   | 26 | 16 | 4 | 6  | 69 | 27 | +42  | Primera Ronda de la Liga Europa       |
| 3    | Bala Town (Q)            | 49   | 26 | 15 | 4 | 7  | 53 | 22 | +31  | Primera Ronda de la Liga Europa       |
| 4    | Barry Town (Q)           | 42   | 25 | 12 | 6 | 7  | 35 | 29 | +6   | Ronda preliminar de la Liga Europa    |
| 5    | Caernarfon Town          | 38   | 26 | 11 | 5 | 10 | 36 | 38 | −2   |                                       |
| 6    | Newtown                  | 35   | 25 | 10 | 5 | 10 | 25 | 30 | −5   |                                       |

Actualizado a los partidos jugados el 6 de marzo de 2020.
 Fuente: Soccerway

### Tabla de resultados cruzados
| Local \ Visitante    | BAL | BAR | CAE | CON | NEW | TNS |
| -------------------- | --- | --- | --- | --- | --- | --- |
| Bala Town            | —   | —   | —   | 2–2 | —   | 1–1 |
| Barry Town           | —   | —   | 1–1 | 0–1 | —   | —   |
| Caernarfon Town      | 1–2 | —   | —   | —   | 3–1 | —   |
| Connah's Quay Nomads | —   | —   | 4–0 | —   | —   | 1–0 |
| Newtown              | 1–2 | —   | —   | —   | —   | —   |
| The New Saints       | —   | 2–2 | —   | —   | 1–2 | —   |

## Ronda por la permanencia

### Clasificación
| Pos. | Equipo                          | Pts. | PJ | G  | E | P  | GF | GC | Dif. | Clasificación 2020-21               |
| ---- | ------------------------------- | ---- | -- | -- | - | -- | -- | -- | ---- | ----------------------------------- |
| 1    | Cardiff Metropolitan University | 35   | 25 | 9  | 8 | 8  | 30 | 29 | +1   |                                     |
| 2    | Cefn Druids                     | 35   | 25 | 10 | 5 | 10 | 37 | 38 | −1   |                                     |
| 3    | Aberystwyth Town                | 27   | 26 | 7  | 6 | 13 | 36 | 55 | −19  |                                     |
| 4    | Pen-y-Bont                      | 21   | 25 | 5  | 6 | 14 | 29 | 50 | −21  |                                     |
| 5    | Carmarthen Town                 | 18   | 25 | 4  | 6 | 15 | 28 | 49 | −21  | Descenso a FAW Championship 2020-21 |
| 6    | Airbus                          | 17   | 26 | 4  | 5 | 17 | 27 | 67 | −40  | Descenso a FAW Championship 2020-21 |

Actualizado a los partidos jugados el 7 de marzo de 2020.
 Fuente: Soccerway

### Tabla de resultados cruzados
| Local \ Visitante               | ABE | AIR | CMU | CAR | CEF | PEN |
| ------------------------------- | --- | --- | --- | --- | --- | --- |
| Aberystwyth Town                | —   | 5–3 | —   | —   | —   | 0–1 |
| Airbus                          | —   | —   | —   | 1–3 | 2–3 | —   |
| Cardiff Metropolitan University | 3–1 | —   | —   | —   | —   |     |
| Carmarthen Town                 | —   | —   | —   | —   | 1–0 | —   |
| Cefn Druids                     | 2–2 | —   | —   | —   | —   | —   |
| Pen-y-Bont                      | —   | —   | 2–0 | 1–2 | —   | —   |

## Goleadores
| Pos. | Jugador        | Club                 | Goles |
| ---- | -------------- | -------------------- | ----- |
| 1    | Chris Venables | Bala Town            | 15    |
| 2    | Greg Draper    | The New Saints       | 13    |
| 3    | Kayne McLaggon | Barry Town           | 10    |
| 4    | Henry Jones    | Bala Town            | 9     |
| 4    | Eliot Evans    | Cardiff MU           | 9     |
| 4    | Jamie Insall   | Connah's Quay Nomads | 9     |
| 4    | Louis Robles   | Bala Town            | 9     |
| 7    | Dean Ebbe      | The New Saints       | 8     |
| 8    | Michael Bakare | Connah's Quay Nomads | 7     |
| 8    | James Davies   | Cefn Druids          | 7     |
| 8    | Luke Bowen     | Carmarthen Town      | 7     |